# زیستگاه فضایی

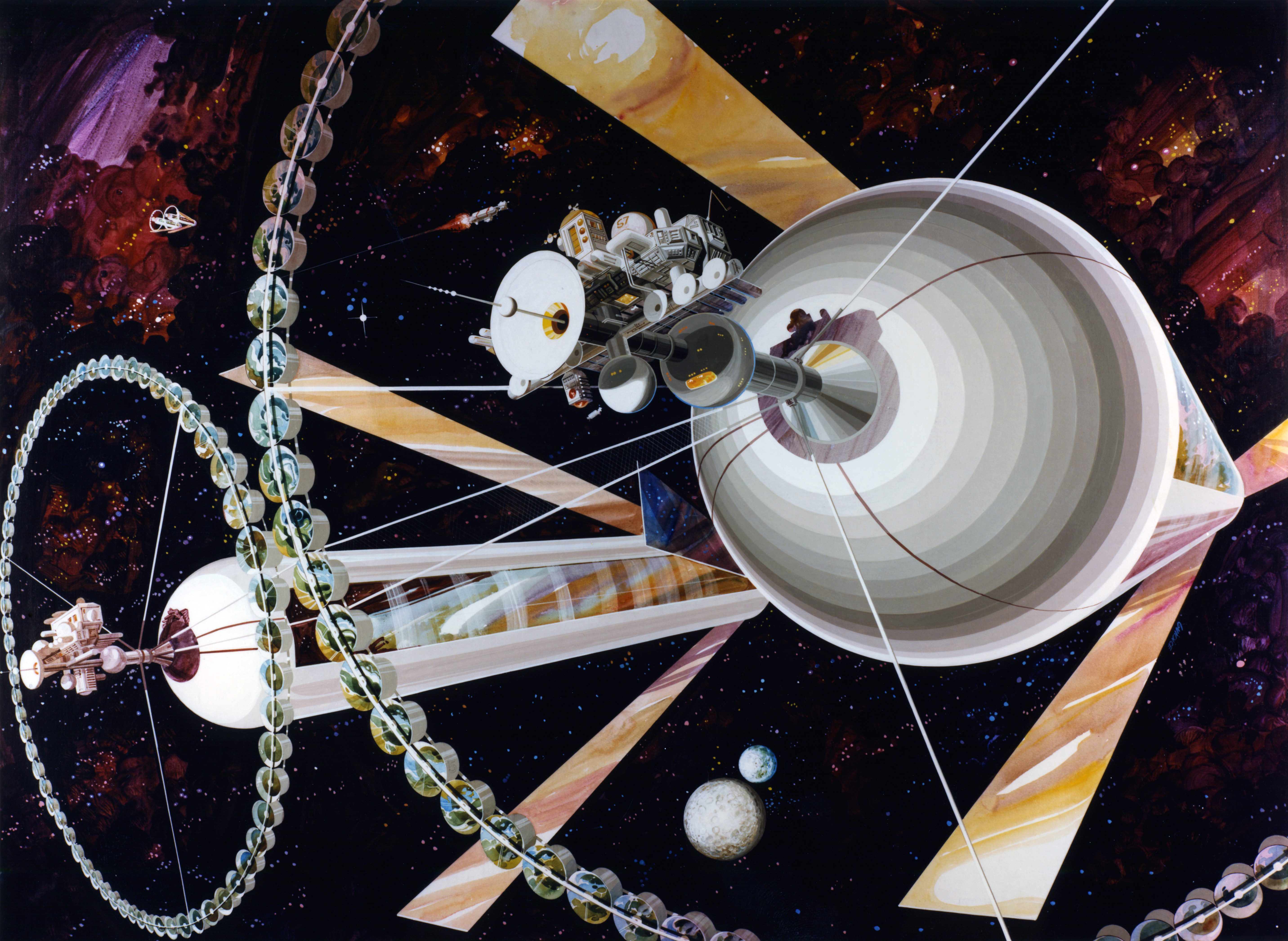
یک جفت استوانه‌ی اونیل

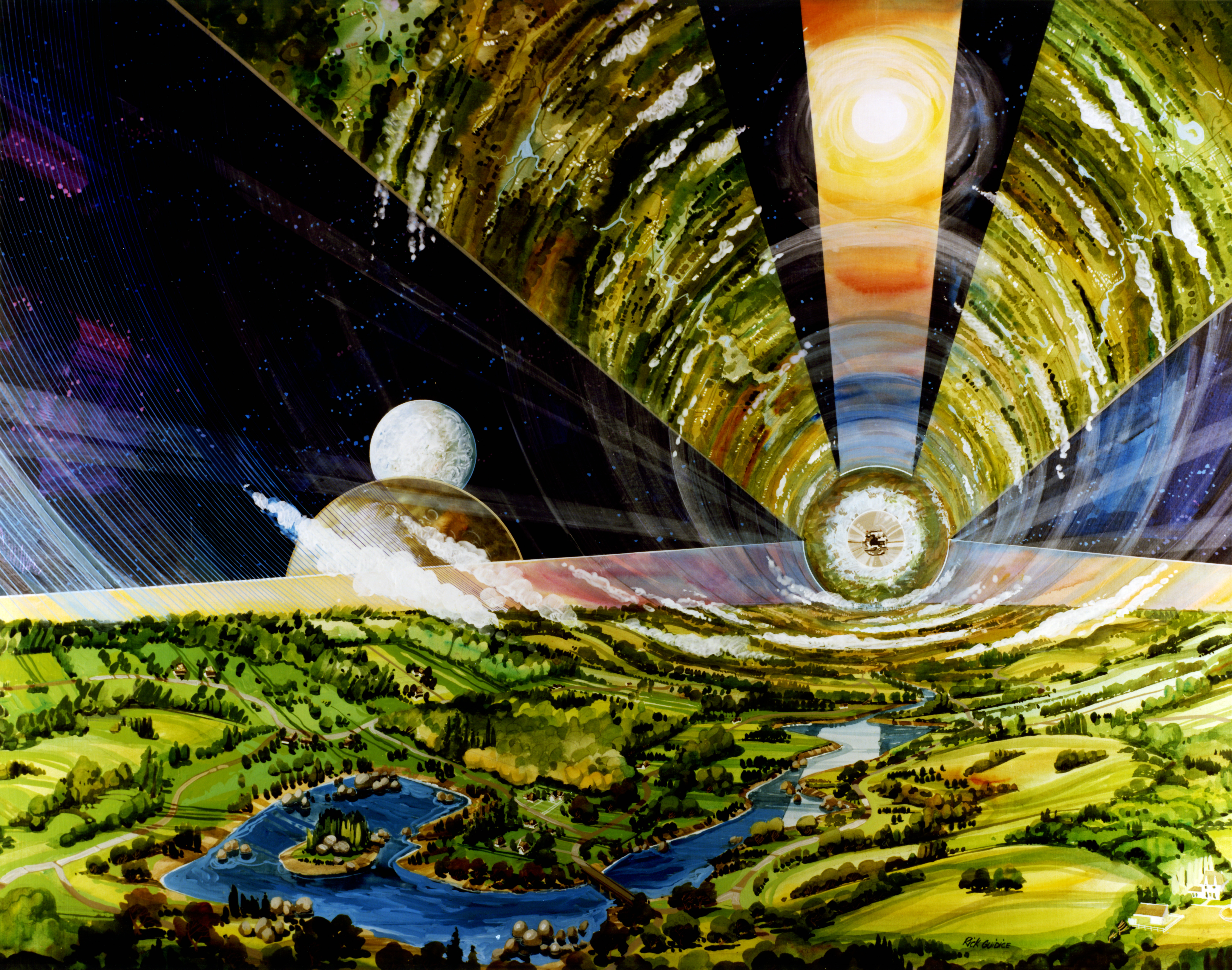
نمای درونی از یک استوانه‌ی اونیل

یک زیستگاه فضایی گونه‌ای از ایستگاه فضایی است که به عنوان یک جایگاه دائمی و نه به‌عنوان یک گزینه ساده-ایستگاه یا دیگر مراکز تخصصی درنظرگرفته شده‌است. هیچ زیستگاه فضایی تاکنون ساخته نشده اما بسیاری از مفاهیم طراحی توسط نویسندگان کتاب‌های علمی‌تخیلی با درجات مختلفی از واقع‌گرایی (طراحی مهندسان) شبیه‌سازی‌شده‌اند.